# Monardella viminea
Monardella viminea är en kransblommig växtart som beskrevs av Edward Lee Greene. Monardella viminea ingår i släktet Monardella och familjen kransblommiga växter. Inga underarter finns listade i Catalogue of Life.

## Bildgalleri

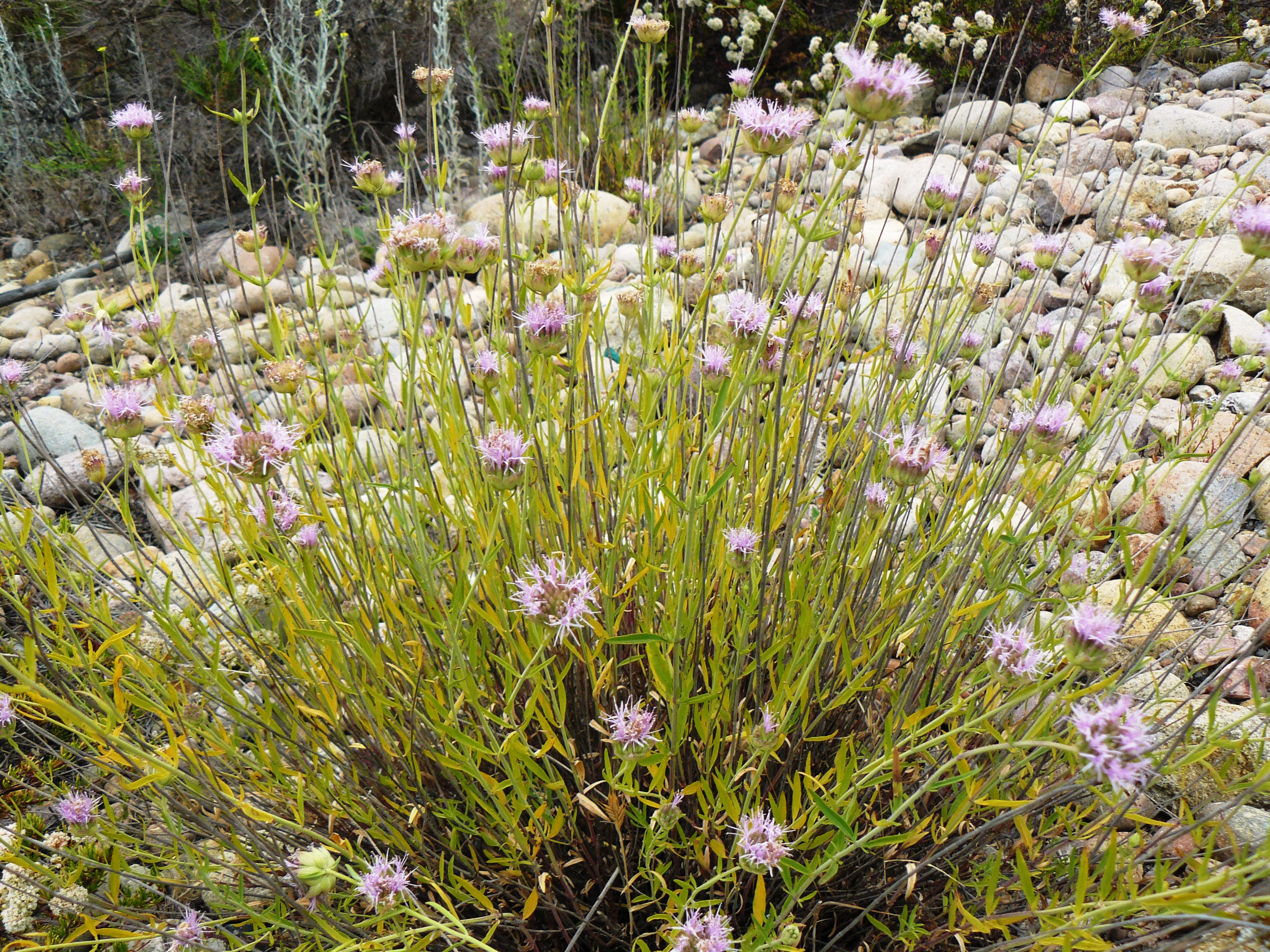